# Gorilla Monsoon
Robert James «Gino» Marella (Rochester, Nueva York; 4 de junio de 1937 - Municipio de Willingboro, Nueva Jersey; 6 de octubre de 1999), más conocido por su nombre artístico Gorilla Monsoon, fue un luchador profesional, locutor y booker estadounidense.
Conocido por su carrera como un heel de peso superpesado, y más tarde como la voz de la World Wrestling Federation, como locutor y gerente detrás del escenario durante las décadas de 1980 y 1990. También desempeñó el papel en pantalla de presidente de la WWF de 1995 a 1997.
En algunas compañías de lucha libre profesional, el área justo detrás de la cortina de entrada en un evento, un lugar al que Marella le daba importancia y donde a menudo se le podía encontrar durante los shows de la WWF al final de su carrera, se llama «Gorilla Position» en su honor.

## Carrera

### Infancia
Marella asistió a la Jefferson High School en Rochester, Nueva York, convirtiéndose en un atleta destacado en el fútbol, lucha libre, y el atletismo. En ese momento, pesaba más de 300 libras (136 kg), y fue llamado cariñosamente "Tiny" (chiquito), por sus compañeros de equipo.
Marella fue también un destacado deportista después de la secundaria en el Ithaca College en Ithaca, Nueva York. Él continuó luchando, con un peso superior a 350 libras, y se llevó el segundo en el Campeonato de la NCAA 1959 de lucha libre. También ocupó varios registros de la escuela de atletismo, incluyendo un pin de lucha libre en 18 segundos, y varias distinciones de pista y campo. Fue inducido al Salón de la Fama del Atletismo del Ithaca College en 1973. Mientras estaba en el Ithaca College, durante los veranos era un trabajador de la construcción en Rochester. Uno de los edificios que ayudaron a construir fue el Memorial de la Guerra de Rochester. Fue inducido a la Sección V del Salón de la Fama del Wrestling en 2010, junto con su viejo amigo de la infancia Frank Marotta, que pronunció un discurso en su nombre. 
El tamaño y la capacidad atlética de Marella atrajo la atención del promotor de Nueva York, Pedro Martínez, y se fue a luchar para Martínez después de graduarse de Ítaca en 1959. Gorila medía 6'5'' y pesaba alrededor de 330 libras cuando empezó la lucha libre profesional. Al final de su carrera, pesaba en torno a las 375 libras.

### Inicios
Marella originalmente se presentaba como Gino Marella, un orgulloso babyface italoestadounidense que cantaba en italiano antes de sus luchas. Incluso después de cambiar su nombre de ring, "Gino" quedó como el sobrenombre de Marella con sus amigos y colegas, incluyendo a Jesse Ventura, quien lo llamaba "Gino" en las transmisiones en vivo. Marella ganó una popularidad moderada, pero pronto se dio cuenta de que los aficionados le ponían más atención a los gimmick de los monster heel, y por lo mismo, ganaban más dinero. Marella cambió totalmente su imagen, dejándose crecer la barba muy larga y nombrándose como Gorilla Monsoon, un gigante aterrador venido de Manchuria. Supuestamente nacido en una granja aislada del mundo, "Monsoon" viajó por el campo con una caravana gitana de osos luchadores, sin hablar inglés, comiendo carne cruda y bebiendo la sangre de sus víctimas. La historia entregada en la televisión de la WWWF fue un poco diferente: su primer mánager, Bobby Davis, reclamó haber descubierto a Monsoon en Manchuria, vagando desnudo en una cordillera. El personaje de Monsoon fue mucho más exitoso y los aficionados estaban realmente asustados con él, provocando una enorme ganancia financiera para Marella. En el ring, Monsoon dominaba a sus oponentes con chops violentos, el temido Manchurian Splash, y su movimiento de firma, el Airplane Spin.
Marella luchó por primera vez contra Bruno Sammartino por el WWWF World Championship el 4 de octubre de 1963, en el Roosevelt Stadium de Jersey City, New Jersey. Monsoon clasificó ganando un torneo parcialmente televisado de la Ring Wrestling Magazine, donde venció por pinfall a Killer Buddy Austin en poco más de un minuto. El triunfo por descalificación de Monsoon sobre Sammartino en Nueva Jersey provocó una serie de encuentros en el Madison Square Garden, y renovarían el feudo nuevamente en 1967. Al finalizar la lucha en Jersey City, Monsoon estaba sentado en la lona y un aficionado (no parte del show) saltando al ring y rompió con una silla de madera en la cabeza de Monsoon.

### WWWF/WWF
En 1963, Vincent J. McMahon refundó la Capitol Wrestling Corporation en World Wide Wrestling Federation (WWWF) -actualmente conocida como WWE-, rompiendo su territorio fuera de la National Wrestling Alliance en un intento de crear una nueva promoción con influencia. En ese momento, la WWWF era la promoción de lucha libre dominante en el noreste de EE. UU. Marella formó una amistad con McMahon, y se convirtió en accionista de 1/6 en la WWWF, con el control de las acciones en varios territorios de la WWWF. También se convirtió en uno de los principales heel de la promoción, peleando con el popular campeón Bruno Sammartino, en arenas con localidades agotadas en todo el país. A pesar de su enorme tamaño, que en ese momento pasaba las 400 libras, Monsoon tenía una gran agilidad y resistencia, luchando a menudo con Sammartino durante una hora.
Monsoon se unió exitosamente a Killer Kowalski. En noviembre de 1963, derrotaron a Skull Murphy y Brute Bernard para ganar el U.S. Tag Team Championship. Al mes siguiente, el equipo perdió los cinturones contra los Hermanos Tolos (Chris y John) en Teaneck, Nueva Jersey. Monsoon y Kowalski se reunieron a finales de la década de 1960 para derrotar a los campeones Bruno Sammartino y Víctor Rivera, por 2 caídas a 1, en el Madison Square Garden en el evento principal, marcando la primera y, posiblemente, única vez que Sammartino y Rivera perdieron como pareja.
En 1969, Monsoon se convirtió en babyface, aliándose con su ex rival Sammartino, que lo rescató de un ataque de Crazy Luke Graham. El escenario estaba listo para que Monsoon a convertirse en un favorito de los fanáticos de las décadas de 1970 y pelea con los máximos heels de la década, entre ellos el campeón "Superstar" Billy Graham. Se volvió heel nuevamente en 1977 y tuvo un feudo con André el Gigante, y ambos se enfrentaron en un encuentro especial de boxeo en Puerto Rico (donde Monsoon tenía acciones en el territorio), que ganó André.
El 2 de junio de 1976, ocurrió en Filadelfia un incidente muy famoso que implica al gran boxeador Muhammad Ali. Ali, en la preparación para su pelea con Antonio Inoki en Japón a finales de ese mes, subió al ring cuando Monsoon venció en una lucha corta contra Baron Mikel Scicluna. Ali se quitó la camisa y empezó a bailar alrededor de Monsoon, mientras gesticulaba y lanzaba golpes, a lo que Monsoon respondió agarrando a Ali en su Airplane Spin y golpeándolo contra la lona. Por cierto, un muy joven Vincent K. McMahon narró la lucha. Marella nunca revelaría si el incidente fue planeado de antemano. En una entrevista, comentó: "nunca lo había visto antes y no lo he visto desde entonces".
Gorilla Monsoon fue apoyado por el público de Nueva York. El 16 de junio de 1980, un joven Hulk Hogan fue reservado para enfrentarse a él en el Madison Square Garden. En ese momento, Hogan era un personaje heel muy seguido, mientras que Monsoon era todavía un babyface. Sin embargo, con el fin de impulsar los nuevos talentos, McMahon dijo a Hulk Hogan para vencer a Monsoon en menos de un minuto. Tras ese resultado, la multitud se puso lívido y persiguió a Hogan cuando salía de la arena, girando sobre su coche. Policías a caballo tuvo que ser convocado para calmar a la multitud.
Con el inicio de la década de 1980, empezó la decadencia de la carrera de Monsoon. El 23 de agosto, Monsoon puso su carrera en la línea en un partido contra Ken Patera. Monsoon perdió el partido y se mantuvo fiel a su palabra, y se retiró varias semanas más tarde y regresar tan sólo cuatro veces: la lucha libre un partido en 1982 como sustituto de André el Gigante, participando en Big John Studd del "Desafío Body Slam" en 1983, un período de seis -el hombre etiqueta de equipo partido en el Madison Square Garden, y participar en un especial de "veteranos" Royal Rumble en 1987, que fue ganado por Lou Thesz. La siguiente fase de su carrera comenzó, como la voz detrás del escenario y director de WWF.

### Retiro
En la década de 1980, el hijo de Vincent J. McMahon, actual CEO de la WWE Vincent K. McMahon, comenzó a tomar las riendas de la promoción de su padre. El viejo McMahon le preguntó a su hijo a hacerse cargo de empleados de largo plazo que habían sido leales a él. El joven McMahon estuvo de acuerdo, y en 1982, Vince compró las acciones de Marella en la compañía a cambio de una garantía de empleo de por vida. Tal como lo había sido a su padre, Marella se convirtió en un cercano confidente del McMahon más joven, y asumió un destacado papel tras bambalinas. Además, McMahon es necesario un equipo nuevo presentador para encabezar la programación de televisión, e instalado Marella con el recientemente retirado Jesse "The Body" Ventura como el nuevo equipo que anuncia.
Marella y Ventura había una gran química, con Ventura como el comentarista del color a favor de talón y Marella como el Pro-face "voz de la razón." Marella y Ventura llamó a cinco de los seis primeros WrestleManias juntos (la notable excepción fue WrestleMania 2, donde Marella comentado en la parte de Chicago del evento junto a Gene Okerlund y Cathy Lee Crosby, mientras que Ventura comentado en la parte de Los Ángeles con Lord Alfred Hayes y Elvira ). El dúo Ventura / Monzón de escora y Babyface eran el dúo de emisión original que todo el mundo trató de emular, especialmente carismático Ventura pro-talón de carácter. Cuando Ventura dejó la WWF en 1990, Monzón fue emparejado con el gerente malvado Bobby "The Brain" Heenan, otro dúo que los equipos posteriores comentarios de lucha libre a menudo han tratado de emular. Los dos también formó una amistad en la vida real, que Heenan menudo recuerda con cariño.
Monzón llamó a los primeros ocho WrestleManias 1985-1992. Monzón era el locutor principal del programa sindicado, WWF Wrestling All Star, su sucesor WWF Wrestling Challenge, y el show de Red de EE. UU. fin de semana, WWF Wrestling Todo Americano, así como la sede de la WWF entre semana show, WWF Wrestling Prime Time. Monzón también se desempeñó como coanfitrión de Georgia Championship Wrestling en WTBS durante la corta vida de McMahon titularidad de la promoción.

### Comentarista
Como comentarista de Match one on one, colorido estilo de Monzón anuncia resultó ser un ajuste perfecto para la WWF basada en caracteres y, al mismo tiempo, manteniendo el aspecto deportivo de la lucha libre profesional. No sólo Monzón llamar a bodegas, sino que constantemente cerraba la competición atlética con frecuencia mencionar su y los fondos de lucha libre de Jesse y sobre la base de que, diciendo en ocasiones que estaba "contento de que [él] se había retirado" (después de un movimiento particularmente devastador en un match que por el que fue comentarista). Gorila también hablar de los "ganadores y perdedores de cerco" a la hora de equiparar las decisiones. Monzón acentúa las historias que rodean a los combates, mientras que depender de humor inexpresivo hipérbole y consignas únicas. Una frase tal era su uso irónico de la palabra "literalmente", como "el Jardín sólo, literalmente, explotó!" Otro lema popular fue: "... y una belleza!", Que suele seguir un movimiento de lucha libre bien ejecutado ("un tendedero, y la belleza de una!"). Otra de las frases de Monzón fue "lo detendrá?" Este fue dirigido por lo general, en la frustración, a Bobby co-comentarista de "The Brain" Heenan después de que él se fue en una de sus muchas respaldo del talón tangentes o diatribas otros. Una frase popular fue otra "este lugar se ha ido bananas!" Este comentario fue precedida por un evento en el que el público había estallado en aplausos o abucheos, como la entrada de un luchador o el final de un partido. Muchas veces, Monzón también sustituir las palabras simples con sus equivalentes innecesariamente complejo y oscuro - por ejemplo, se utiliza de forma memorable "protuberancia occipital externa" como una alternativa a la "parte de atrás de la cabeza." Heenan se burló de esto, una vez sarcasmo llamar a un paso a la "parte cervial dervial de la espalda." Sin embargo, Monzón también se emplean sustitutos de varios de cosecha propia para la parte del cuerpo terminología - ". La canasta de pan", por ejemplo, al describir la boca como un "besador", y el abdomen Si bien comentando un partido en que cambia de título manos, Monzón podría declarar "la historia se ha hecho!" Cuando se habla de algo que él no creía que iba a pasar, él diría "muy poco probable." Cuando se habla y / o por la falta de la presencia de alguien en algún caso, a menudo se comentaría que eran "brillan por su ausencia." Otras frases comunes utilizados fueron "escuchar la ovación (por luchador)" como un luchador favorito de los fanes hizo su aparición en el ring y "echar un vistazo (a luchador)", para resaltar la grandiosidad de un luchador. Por último, durante el encuentro entre dos súper-pesos pesados, Monzón a veces se describe el partido como "la fuerza irresistible de conocer un objeto inamovible." Esta frase se convirtió en la más conocida después de haber sido utilizado durante / para promover el encuentro entre Andre el Gigante y Hulk Hogan en WrestleMania III.

### Vida personal
Marella se casó con su esposa de más de 40 años, Maureen, y tuvo cuatro hijos: Sharon (nacido en 1960), Joey (1963-1994), Víctor (nacido en 1964), y Valerie (nacido en 1966).
Fue incluido al Salón de la Fama de WWF el 9 de junio de 1994.

### Muerte
Marella murió el 6 de octubre de 1999 de insuficiencia cardíaca causada por complicaciones de la diabetes, en su casa en Willingboro, Nueva Jersey. Tenía 62 años de edad. Fue sepultado en el Parque Memorial Lakeview en Cinnaminson, Burlington (Nueva Jersey). En un homenaje que se transmitió en la televisión de WWF después de su muerte, McMahon describe a Marella como "uno de los más grandes hombres que he conocido". 
Comentarista WCW Tony Schiavone reconoció la muerte de Marella (a Bobby "The Brain" Heenan de solicitud) en la grabación de WCW Monday Nitro celebrada después de su muerte, aunque nunca trabajó para Marella WCW. Posteriormente, Heenan se echó a llorar.
Cuando Bobby Heenan fue exaltado al Salón de la Fama de la WWE en el año 2004, en su discurso de aceptación, se rindió homenaje a Monsoon, diciendo: "Ojalá estuviera aquí Monsoon".
En 2007, cuando Anthony Carelli hizo su debut con la WWE, como un homenaje a Marella, se le dio el nombre en el artístico "Santino Marella".

## Logros

### WCW
- Homenaje en monday Nitro

### WWF
- - Salón de la Fama (Clase de 1994)
  - WWWF United States Tag Team Championship (2 veces)
  - Slammy Award for Most Evolutionary (1994) – Tied con King Kong Bundy

### Wrestling Observer Newlester
- Premio al Peor Anunciador[12]